# Delani, Bihor
Delani (în maghiară Gyalány) este o localitate componentă a municipiului Beiuș din județul Bihor, Crișana, România.

## Denominație și datare documentară
1828 Gyalán, 1851 Gyalány, Tövisfalva.

## Vezi și
- Biserica de lemn din Delani

## Galerie de imagini

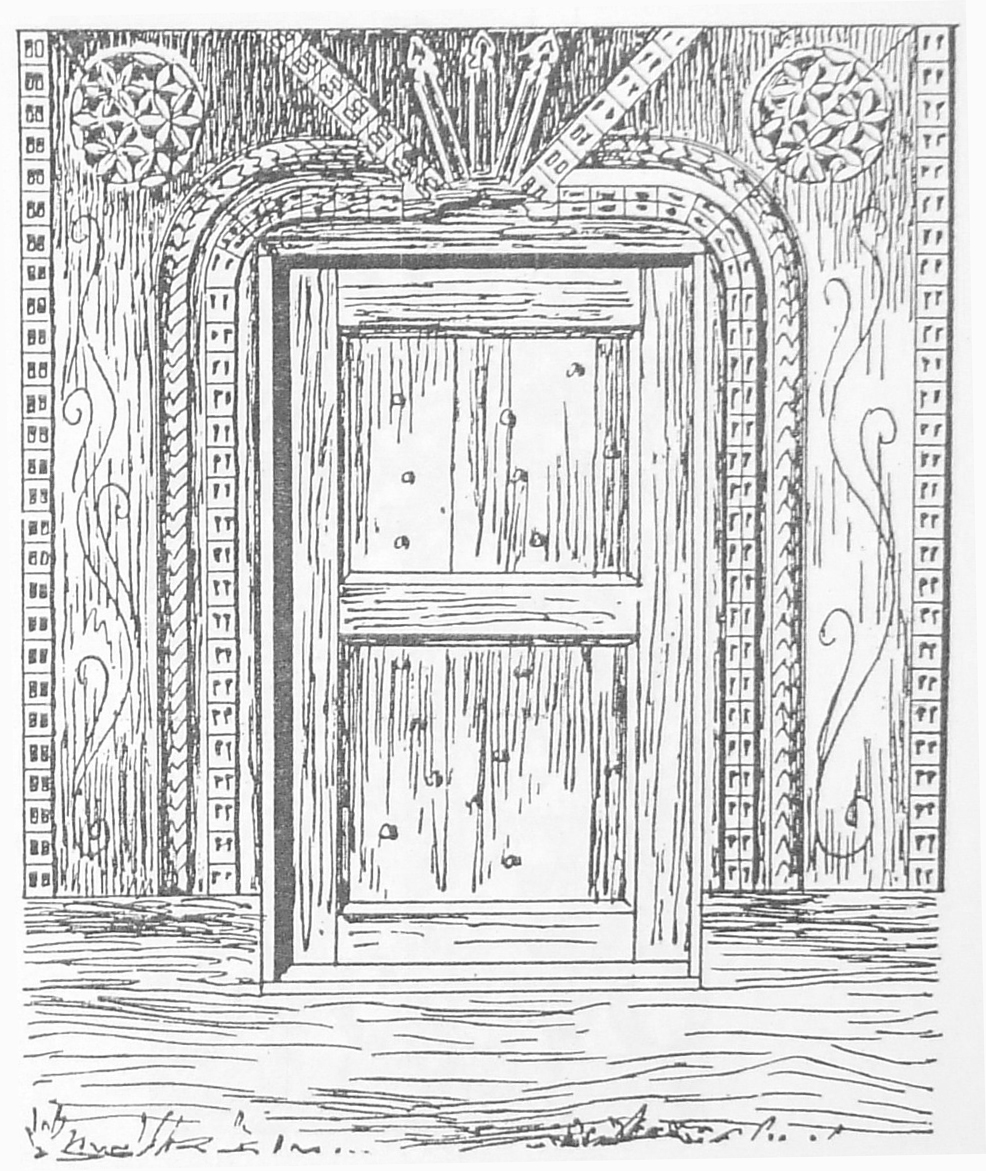
Portalul bisericii de lemn dispărute (imagine de arhivă)

 Acest articol despre o localitate din județul Bihor este deocamdată un ciot. Puteți ajuta Wikipedia prin completarea lui.